# Jan Raczkowski (duchowny)
Jan Raczkowski (ur. 5 lipca 1914 we Włoszczowie, zm. 11 maja 1990) – polski duchowny rzymskokatolicki, Sprawiedliwy wśród Narodów Świata.

## Biografia
Po ukończeniu Gimnazjum im. Tadeusza Reytana w Warszawie wstąpił do seminarium duchownego. Wyświęcony na kapłana w 1940. Posługę rozpoczął jako wikariusz w Parafii św. Wojciecha Biskupa i Męczennika w Wiązownie. W latach 1941–1947 wikariusz Parafii św. Wincentego á Paulo w Otwocku. W czasie wojny był członkiem Szarych Szeregów i kapelanem w grupie „Fromczyn” IV rejonu VII Obwodu „Obroża” Armii Krajowej. W czerwcu 1945 aresztowany czasowo przez funkcjonariuszy Urzędu Bezpieczeństwa. Po 1947 w parafiach w Pruszkowie i św. Barbary w Warszawie, W 1960 został wikariuszem, a później proboszczem Parafii św. Józefa Robotnika w Wołominie. W latach 1972–1990 proboszcz Parafii Narodzenia św. Jana Chrzciciela w Lesznie koło Błonia. Pośmiertnie uhonorowany tytułem Sprawiedliwy wśród Narodów Świata. Jego działalność w zakresie pomocy Żydom w czasie II wojny światowej została przedstawiona w opowiadaniu Stanisława Wygodzkiego pt. Koncert życzeń (ks. Raczkowski występuje tam jako ks. Czyński). Pochowany na cmentarzu parafialnym w Lesznie.

## Upamiętnienie
- Rondo w Otwocku przy zbiegu ul. Karczewskiej, Hożej i Przewoskiej nosi jego imię.
- W Lesznie jedna z ulic jest nazwana jego imieniem.
- W 1994 w Wydawnictwie Lumen w Lesznie została wydana książka Dobry pasterz ks. Jan Raczkowski 1914–1990 autorstwa ks. dra hab. Waldemara Wojdeckiego.